# Henri Rochereau (1908-1999)
Pour les articles homonymes, voir Henri Rochereau et Rochereau.
Henri Rochereau, né à Chantonnay (Vendée) le 25 mars 1908 et décédé le 25 janvier 1999 à Paris, est un homme politique français.

## Biographie

### Jeunesse et études
Henri Rochereau naît dans une famille aisée. Il est le fils de Victor Rochereau, député de la Vendée de 1914 à 1942. Il suit des études de droit et obtient un doctorat en droit de l'université de Paris.

### Parcours professionnel
Il fut clerc d'avoué, puis exportateur.
Il est sénateur indépendant de la Vendée entre 1946 et 1959.
Il est nommé ministre de l'Agriculture le 28 mai 1959. En 1960, il crée un label agricole, futur Label rouge. Il reste à son poste jusqu'au 24 août 1961, lorsqu'il doit démissionner du ministère de l'Agriculture après un entretien télévisé ayant déplu au général de Gaulle.
Entre 1962 et 1970, il devient commissaire européen aux Affaires sociales, à l'Agriculture et aux Transports.
Il est également conseiller général du canton des Essarts, puis président de l'Association des grands ports français (1970-1986).
En 1988, il apporta son soutien à Jean-Marie Le Pen, président du Front national et candidat d'extrême-droite à la présidence de la République française.

## Distinctions
- Chevalier de la Légion d'honneur
- Commandeur de l'ordre du Mérite agricole ex officio en tant que ministre de l'Agriculture (1959)[6]
- Commandeur de l'ordre de l'Économie nationale (1955)[7]